# El Dalmau
El Dalmau és un mas del municipi de Sant Llorenç Savall (Vallès Occidental), situat a la vall de Mur, a la vora del torrent de la font del Cubell, situat a uns replans anomenats Quintana del Dalmau, molt a prop de Sant Pere de Mur.
És una de les principals masies del municipi i juntament amb el mas Daví, les úniques que es mantenen amb activitat a la vall de Mur. Alhora és un dels massos més antics del terme, ja citat el segle xii sota domini del monestir de Sant Llorenç del Munt. El mas prosperà durant l'edat mitjana i pogué superar la crisi de la baixa edat mitjana, durant aquest període es va aprofitar de la seva relativa bonança econòmica i s'anexionà els terrenys dels anomenats massos rònecs (abandonats) del voltant, aconseguint ser el mas més pròsper de la regió durant els segles xv i xvi. Va ser habitat fins al segle XX per la família Dalmau.
Es conserva la casa, la masoveria i diverses dependències agrícoles. El conjunt degué ser reformat i ampliat durant els segles XVII i XVIII segons indiquen les dates gravades a les llindes. Conserva notables elements arquitectònics d'aquests segles com un portal dovellat, diferents finestrals i un rellotge solar.